# 大阪日興ビル
大阪日興ビル（おおさかにっこうビル）は、大阪府大阪市北区曾根崎2丁目にあるオフィスビルである。

## 建築
Osaka Metro谷町線東梅田駅近くの御堂筋沿いに、1972年6月に竣工した。地上10階・地下3階建てで、地下ではホワイティうめだに連絡する。SMBC日興証券大阪支店などのほか、地下には飲食店等が入居する。当初は日興ビルディングの所有であったが、その後住友生命保険、AIGエジソン生命保険、ジブラルタ生命保険と所有者が移り、2015年にはオーエス（34%）と阪急電鉄・阪神電気鉄道（各33%）が共同で取得した。南側には、オーエスが敷地を所有し阪急阪神ホテルズが運営する「梅田OSホテル」が隣接する。
当ビルには地下鉄東梅田駅の7番出口が併設され、ビルの前には近鉄バスの「大阪駅前（地下鉄東梅田駅）」停留所が設置されている（2017年4月以降は高速バスのみ停車するが、もとは一般路線バスの停留所として設置）。